# Navoloki
Navoloki (en russe : Наволоки) est une ville de l'oblast d'Ivanovo, en Russie. Elle fait partie du raïon de Kinechma. Sa population s'élevait à 9 854 habitants en 2014.

## Géographie
Navoloki se trouve sur la rive droite de la Volga, à 11 km au nord-ouest de Kinechma, à 79 km au nord-est d'Ivanovo et à 328 km au nord-est de Moscou.

## Histoire
Navoloki a été construite dans les années 1880 pour héberger les ouvriers engagés dans la construction d'une usine textile. Elle accéda au statut de commune urbaine en 1925 et à celui de ville en 1938.

## Population
Recensements (*) ou estimations de la population
| 1926* | 1931  | 1959*  | 1970*  | 1979*  | 1989*  |
| ----- | ----- | ------ | ------ | ------ | ------ |
| 6 641 | 7 700 | 13 832 | 13 471 | 12 772 | 12 434 |

| 2002*  | 2006   | 2010*  | 2012   | 2013  | 2014  |
| ------ | ------ | ------ | ------ | ----- | ----- |
| 11 248 | 10 379 | 10 206 | 10 040 | 9 929 | 9 854 |

## Économie
La principale entreprise de Navoloki est l'usine textile OAO Navteks (ОАО "Навтекс"), qui fabrique des filés de coton.